# Return of the Dream Canteen
Return of the Dream Canteen (englisch für „Rückkehr der Traumkantine“) ist das 13. Studioalbum der US-amerikanischen Rockband Red Hot Chili Peppers. Es erschien am 14. Oktober 2022 über das Label Warner Music.

## Produktion
Das Album wurde von dem US-amerikanischen Musikproduzenten Rick Rubin produziert, der auch schon an sieben anderen Studioalben der Gruppe mitgewirkt hatte. Es ist nach Unlimited Love das zweite Studioalbum der Band im Jahr 2022.

## Covergestaltung
Das Albumcover der Standard-Edition zeigt eine gemalte Traumwelt im Himmel mit Fabelwesen und Blumen. Zentral im Bild stehen der rot-grüne Schriftzug Red Hot Chili Peppers und der Titel Return of the Dream Canteen, der aus Wolken gebildet wird. Darunter sind zwei Augen im blauen Himmel zu sehen. Auf dem Cover der Special-Edition befindet sich ebenfalls eine Traumwelt mit verschiedenen Fabelwesen vor buntem Hintergrund. Zentral im Bild stehen der gelb-rote Schriftzug Red Hot Chili Peppers sowie der im Kreis geschriebene Titel Return of the Dream Canteen in Rosa.

## Titelliste
| #                              | Titel                   | Länge |
| ------------------------------ | ----------------------- | ----- |
| 1                              | Tippa My Tongue         | 4:21  |
| 2                              | Peace and Love          | 4:03  |
| 3                              | Reach Out               | 4:12  |
| 4                              | Eddie                   | 5:42  |
| 5                              | Fake as Fu@k            | 4:22  |
| 6                              | Bella                   | 4:51  |
| 7                              | Roulette                | 4:57  |
| 8                              | My Cigarette            | 4:24  |
| 9                              | Afterlife               | 4:14  |
| 10                             | Shoot Me a Smile        | 3:43  |
| 11                             | Handful                 | 4:00  |
| 12                             | The Drummer             | 3:23  |
| 13                             | Bag of Grins            | 5:06  |
| 14                             | La La La La La La La La | 3:58  |
| 15                             | Copperbelly             | 3:45  |
| 16                             | Carry Me Home           | 4:14  |
| 17                             | In the Snow             | 5:55  |
| Bonustitel der Special-Edition |                         |       |
| 18                             | The Shape I’m Takin’    | 3:35  |

## Chartplatzierungen und Singles
Return of the Dream Canteen stieg am 21. Oktober 2022 auf Platz eins in die deutschen Albumcharts ein, was der Band damit zum fünften Mal gelang. Es konnte sich zehn Wochen in den Top 100 halten. Ebenfalls die Chartspitze erreichte das Album unter anderem in Österreich, der Schweiz, Frankreich, den Niederlanden, Neuseeland und Portugal.
| ChartsChartplatzierungen       | Höchstplatzierung | Wochen |
| ------------------------------ | ----------------- | ------ |
| Deutschland (GfK)              | 1 (10 Wo.)        | 10     |
| Österreich (Ö3)                | 1 (4 Wo.)         | 4      |
| Schweiz (IFPI)                 | 1 (4 Wo.)         | 4      |
| Vereinigtes Königreich (OCC)   | 2 (3 Wo.)         | 3      |
| Vereinigte Staaten (Billboard) | 3 (2 Wo.)         | 2      |

| ChartsJahrescharts (2022) | Platzierung |
| ------------------------- | ----------- |
| Deutschland (GfK)         | 62          |
| Schweiz (IFPI)            | 80          |

Als erste Single erschien am 19. August 2022 das Lied Tippa My Tongue, gefolgt von der zweiten Auskopplung Eddie am 23. September. Die dritte Single The Shape I’m Takin’ wurde am 25. November 2022 veröffentlicht. Keiner der Songs konnte sich in den Charts platzieren.

## Rezeption
Return of the Dream Canteen wurde von Kritikern überwiegend durchschnittlich bis positiv bewertet. Die Seite Metacritic errechnete aus zehn Bewertungen englischsprachiger Medien einen Schnitt von 69 %.
Michael Schuh von laut.de bewertete Return of the Dream Canteen mit vier von fünf Punkten. Das Album zeige „ein erstaunliches Songwriting-Level, auf dem sich diese vier Herren nach all den Großtaten nach wie vor bewegen.“ Dabei werde die „stilistische Unverwechselbarkeit, der Markenkern des eigenen Erfolgs, mit frischer Inspiration dargeboten.“ Eine Stärke sei auch „die Unberechenbarkeit der Tracks.“